# Margaret Barry
Margaret Barry (Cork, 1917 - ?, 1990) was een Ierse balladezangeres.
Zij kwam uit een familie van travellers; haar grootvader bespeelde de uilleann pipes en won daar al in 1898 een prijs mee in Belfast. Haar ouders waren straatmuzikanten. Margaret speelde banjo en kon ook uit de voeten met de viool. Bij allerlei gelegenheden was Margaret aanwezig met haar banjo, zoals op marktpleinen, feesten op het platteland en sportevenmenten om haar liederen ten uitvoering te brengen. In het begin van de jaren 50 van de twintigste eeuw ging zij naar Londen, Engeland, waar zij optrok met violist Michael Gorman uit Sligo, Ierland. Zij maakte daar deel uit van het Ierse deel van de Londense bevolking zoals ook haar lotgenoten Martin Byrnes, Bobby Casey, Jimmy Power, Roger Sherlock, Julia Clifford, Tommy McCarthy en Dominic Behan.
Séamus Ennis, Willie Clancy, Tony MacMahon en Luke Kelly kwamen bij haar op bezoek.
Margaret Barry is het beste bekend van haar versies van The Flower of Sweet Strabane, The Galway Shawl, The Turfman From Ardee, My Lagan Love en She Moved Through the Fair. Ewan MacColl bracht Margaret, Michael Gorman en Willie Clancy bij elkaar in zijn huis in Croydon in 1955 en nam 2 lp's op - Songs of an Irish Tinker lady en Irish Jigs, Reels and Hornpipes. Ze ging later terug naar Ierland en leefde daar met haar dochter.
Margaret gaf ook concerten in de Verenigde Staten en zong daar onder andere in The Rockefeller Centre in New York.
Aan het eind van de jaren 70 werden haar optredens zeldzamer en zij stierf in 1990.

## Discografie
- Songs of an Irish Tinker Lady, Margaret Barry - 1955
- Irish Jigs, Reels and Hornpipes - 1955
- Her Mantle so Green, Margaret Barry
- The Sligo Champion, met Michael Gorman - 1964
- Ireland's Own Margaret Barry
- Travelling People, Margaret Barry, Pecker Dunne and others.
- Come Back Paddy Reilly, Margaret Barry
- Irish Music in London Pubs, Margaret Barry and others
- Irish Night Out, Margaret Barry, Michael Gorman, The Dubliners and others

- Bibliothèque nationale de France: cb14609150r (data)
- Gemeinsame Normdatei: 135127769
- International Standard Name Identifier: 0000 0000 5521 2749
- Library of Congress Control Number: no2001011730
- MusicBrainz: c5c99997-eadb-4318-a0f4-0b1421100972
- SNAC: w6vv700v
- Système universitaire de documentation: 087816067
- Virtual International Authority File: 49475632
- WorldCat: E39PBJr7Y8jYYD8jcBc4VdwHmd